# Carles Lafon
Carles Lafon, Charles Lafon en la forma francesa, (Illa (Rosselló), 1902 - 1982) va ser un músic, violoncel·lista i contrabaixista, director d'orquestra i de coral i compositor de sardanes.

## Biografia
Tocà a les cobles següents, que en alguns casos també havia fundat: la "Bernadach-Lafon" (1937-1938), la cobla-orquestra "Goze-Lafon" (1947-1955) i la successora d'aquesta, la "Cortie-Goze-Lafon" (1955-1961). El 1971 creà l'Estudiantina i dirigí -entre d'altres- la coral "Grup dels Amics del Cant d'Ille sur Tet", amb la qual feu diversos enregistraments.
Compongué una trentena de sardanes i altres peces de música per a cobla, com el vals-jota Aguilita, que tingué un gran èxit i fou incorporat al repertori de diverses orquestres de ball. També harmonitzà cançons, algunes enregistrades, per a interpretar-les en format de coral.
En una altra faceta, fou autor de diversos escrits, que aparegueren editats a la seva vila, Illa.
En morir en Lafon, la revista Cahiers des Amis du vieil Ille, on havia col·laborat extensivament, li dedicà una necrològica (Iché, Maurice «Adieu à Charles Lafon (musicien)». Cahiers des Amis du vieil Ille, 79, 1982, p. 6-7.) i, posteriorment, un article monogràfic (Capillaire, Marcel «Hommage à Charles Lafon». Cahiers des Amis du vieil Ille, 159, 2002, p. 14-17.) en recordança. A l'octubre del 1983, i per iniciativa de diversos músics illencs, es creà a Illa una escola de música, anomenada en reconeixement seu "Escola de Música Charles Lafon" que, en l'actualitat (2013), és en conveni amb l'ajuntament de la població.

Hom descrigué la figura de Carles Lafon dient que havia estat (juntament amb Lucien Castillo)
| «                                  | défenseurs acharnés du folklore, de la musique, des traditions catalanes | » |
| — Plana web de l'ajuntament d'Illa |                                                                          |   |

.

## Obres
- Aguilita, vals-jota
- Coll de senyora, vals per a cobla, enregistrat al DC Sota el cel de Catalunya per la cobla Els Casenoves (Barcelona: Discmedi, 2000 ref. DM-108202 Blau) «Enllaç».[Enllaç no actiu]
- De Mar a Canigó (2e fantaisie catalane), glossa per a cobla rossellonesa de 7 músics
- Les feuilles tombent, vals
- Leanor, cançó
- Mane, vals per a cobla
- Manoel, pericó per a cobla
- Mujer de corte, pas-doble per a cobla
- Els set pecats capitals, música per al llibre de Llúcia Bartre (Perpignan: Imp. du Midi, 1948) «Enllaç».[Enllaç no actiu]
- Sota l'alzina, vals-jota per a cobla
- Harmonitzacions: Ai, Titona (vals), Desperta-te (serenada), L'encontra, Goigs dels Ous, Muntanyes del Canigó, Muntanyes regalades

### Sardanes
- Alça que toca a terra
- L'amic Joan, enregistrada
- Camí de Casenoves
- Dies d'alegria
- Les dues germanes, versió cantada enregistrada al DC Nostres arrels: de l'any 1908 fins avui pels Cantaires catalans (Perpignan: Record It, s.a.) «Enllaç».[Enllaç no actiu]
- La font dels avellaners, enregistrada al DC Les Casenoves 40 anys per la cobla Els Casenoves (Barcelona: Disc Medi, 2004 ref. DM 1161-02)
- La nostra diada
- Els pinyers d'en Tapis, enregistrada al disc LP Federació Sardanista del Rosselló per la cobla La Principal del Rosselló (ref. SACEM PS-5043)
- Els pinyolers, sardana obligada per a dues trompetes
- Ropidera, amb lletra del 1992 escrita per Joseta Aspinàs Beluch
- Rotllo de carrer
- Serrabona (1964), enregistrada. Versió cantada amb lletra del 1991 escrita per Joseta Aspinàs Beluch.
- Sylvie

## Enregistraments
- En passant par le Roussillon LP Paris: Ducreret-Thomson ref. DUX40450 (a més d'altres peces, comprèn Muntanyes regalades, Nostra Terra Salten y [sic] ballen, Goigs dels Ous i Muntanyes del Canigó en arranjaments de Lafon; les interpretacions són del "Groupe Folklorique Danseurs Catalans d'Amelie-les-Bains", el "Grup d'Amics del Cant d'Ille-sur-Tet" i la cobla "Combo-Gili", tots dirigits per Carles Lafon) «Enllaç».
- Chants du pays catalan, interpretat pel "Grup d'Amics del Cant", LP Paris: Ducreret Thomson, 1963, ref. 250 V 172 (comprèn les peces Munyanyes regalades, Ai, Titona, Lo pardal, Nostra Terra, Salten y [sic] ballen, Pastorets alerta!, Muntanyes del Canigó, Los dos [sic] germanes, Desperta-te, Goigs del Ous (reeditat en DC: Sannois (Val-d'Oise): RDM Édition, 2011[12]) «Enllaç».
  - Chants du pays catalan, senzills de Paris: Pathé Marconi, 1959, ref 45EA229 (comprèn Muntanyes regalades, Lo pardal, Goigs dels Ous i Ai, Titona) «Enllaç». i ref. 45EA230 (comprèn Muntanyes del Canigó, Les dues germanes, Pastorets alerta! i Desperta-te) «Enllaç».